# Josef Pfeneberger
Josef Pfeneberger (* 4. August 1880 in Natternbach; † 25. September 1952 in Linz) war ein österreichischer Geistlicher, Pädagoge und Politiker (CS).

## Leben
Nach der Matura am Linzer Staatsgymnasium wurde Pfeneberger 1903 zum Priester geweiht. Neben seiner Tätigkeit in verschiedenen Pfarren und als Religionslehrer arbeitete er von 1906 bis 1909 als Redakteur beim Linzer Volksblatt. Im Jahr 1918 wurde er mit der Leitung des bischöflichen Lehrerseminars betraut, die er – allerdings mit zwischenzeitlicher Beurlaubung aufgrund seiner politischen Tätigkeiten – bis 1938 innehatte. Das Wissen in Pädagogik und Psychologie, das er sich in dieser Funktion aneignete, vermittelte er als Dozent an der Theologischen Diözesanlehranstalt.

## Politik
Josef Pfeneberger wurde von Landeshauptmann Johann Nepomuk Hauser in die Politik eingeführt. Ab 1924 gehörte er dem oberösterreichischen Landesschulrat an, ebenso wurde er in den Linzer Stadtschulrat berufen. Von 1925 bis 1933 war er oberösterreichischer Landtagsabgeordneter für den Hausruckkreis. Im selben Zeitraum war er Klubobmann der oberösterreichischen Christlichsozialen Partei (CS). 1927 wurde er als Landesrat in die oberösterreichische Landesregierung gewählt, wo er bis 1931 Schulreferent und von 1931 bis 1933 Personalreferent war. Pfeneberger legte seine politischen Ämter mit dem 15. Dezember 1933 nieder, da die Bischofskonferenz mit diesem Datum den Rückzug des Klerus aus der Politik angeordnet hatte.  Im Landtag rückte für ihn Franz Breitwieser nach.

## Ehrungen
In Anerkennung seiner Verdienste wurde er zum Hofrat und Konsistorialrat ernannt. 1928 wurde ihm das Große Silberne Ehrenzeichen für Verdienste um die Republik Österreich verliehen.

## Publikationen (Auswahl)
- 1902: Katholisch oder Protestantisch?, Preßverein, Linz-Urfahr 1902, Katholische Volksbroschüre Nr. 2
- 1902: Wahrheit, Freiheit, Bildung oder: Der größte Ehrenname, Preßverein, Linz-Urfahr 1902, Katholische Volksbroschüre Nr. 9
- 1915: Der Weg zum Siege: Ansprache, gehalten bei der Kriegsprozession vom 25. April 1915, Katholischer Pressverein, Linz 1915
- 1915: Kampflied gegen Italien, Kirsch, Wien 1915
- 1915: Schlachtlied der Deutschösterreicher, Kirsch, Wien 1915
- 1930: Die religiöse Einstellung des Landbundes: Eine grundsätzliche Aussprache zwischen einem Landbündler und einem Landpfarrer; Dem Andenken des Bischofs Franz Josef Rudigier gewidmet von einem Freunde der Wahrheit, Katholischer Pressverein, Linz 1930

## Belege
1. 1 2 3 4 5  Vereinsbericht. Jahr 1952. In: Oberösterreichischer Musealverein (Hrsg.): Jahrbuch des Oberösterreichischen Musealvereines. Band 98, 1953, S. 7–8 (zobodat.at [PDF; 525 kB]).
2. 1 2 3 4  Biografie zu Josef Pfeneberger auf dem Server des Bundeslandes Oberösterreich.
3. 1 2 3  Josef Peyrl: Festschrift zum fünfundzwanzigjährigen Bestande des bischöflichen Lehrerseminars in Linz. Hrsg.: Bischöfliches Lehrerseminar. Linz 1929, Josef Pfeneberger, S. 72 (landesbibliothek.at).
4. ↑  Robert Kriechbaumer: Die großen Erzählungen der Politik. Politische Kultur und Parteien in Österreich von der Jahrhundertwende bis 1945 (= Schriftenreihe des Forschungsinstitutes für politisch-historische Studien der Dr.-Wilfried-Haslauer-Bibliothek, Salzburg. Band 12). Böhlau, Wien / Köln / Weimar 2001, ISBN 3-205-99400-0, S. 329.
5. ↑  Jürgen Steinmair: Johannes Maria Gföllner und der Ständestaat, Porträt eines ungemütlichen Bischofs. In: Oberösterreichisches Landesarchiv (Hrsg.): Oberösterreich 1918–1938. Band III.. Linz 2015, ISBN 978-3-902801-23-4, S. 304.

| Personendaten    | Personendaten                                             |
| ---------------- | --------------------------------------------------------- |
| NAME             | Pfeneberger, Josef                                        |
| KURZBESCHREIBUNG | österreichischer Geistlicher, Pädagoge und Politiker (CS) |
| GEBURTSDATUM     | 4. August 1880                                            |
| GEBURTSORT       | Natternbach                                               |
| STERBEDATUM      | 25. September 1952                                        |
| STERBEORT        | Linz                                                      |